# Melusine
| um 1182      | Walter Map: Henno cum dentibus. (Henno mit den großen Zähnen) In: De nugis curialium. |
| um 1200      | Hélinand de Froidmont                                                                 |
| 1211         | Gervasius von Tilbury: Otia Imperialia (Kaiserliche Mußestunden)                      |
| 14. Jh.      | Petrus Berchorius: Reductorium morale                                                 |
| 1401–1403/05 | Jean d’Arras: Roman de Mélusine                                                       |
| um 1403      | Coudrette: Mellusine oder Le roman de Lusignan ou de Parthenay                        |
| 1456         | Thüring von Ringoltingen: Melusine                                                    |

| 1556       | Hans Sachs                                                                      |
| 1598       | Jakob Ayrer                                                                     |
| 1698       | Jean Nodot                                                                      |
| 1772       | Just Friedrich Wilhelm Zachariae                                                |
| 1800, 1807 | Ludwig Tieck                                                                    |
| 1802/03    | Walter Scott: The Minstrelsy of the Scottish Border.                            |
| 1807/08    | Johann Wolfgang von Goethe: Die neue Melusine. In: Wilhelm Meisters Wanderjahre |
| 19. Jh.    | Gustav Schwab: Die schöne Melusine.                                             |
| 1899       | Theodor Fontane: Der Stechlin.                                                  |

Melusine ist eine mythische Sagengestalt des Mittelalters. Im Erzählkern handelt die Sage davon, dass Melusine einen Ritter unter der Bedingung eines speziellen Betrachtungstabus heiratet, demzufolge er sie nicht in ihrer wahren Gestalt sehen soll: der einer Wasserfee, meist mit Schlangenleib. Melusine wird zur Quelle seines Ansehens und Reichtums, bis der Ritter das Tabu bricht.
Melusine ist auch bekannt unter der Bezeichnung Melusina, in der französischen Literatur auch Merlusigne und ähnlich.
Die ältesten Überlieferungen des Melusinenstoffes stammen aus dem 12. Jahrhundert. Mögliche Ursprünge finden sich bereits in vorchristlichen Sagenwelten der hellenischen, keltischen wie auch der vorderasiatischen Kultur. Als historisch-genealogische Sage geht sie zurück auf die Familie Lusignan aus der französischen Region Poitou.
Im Laufe der Zeit haben sich die Texte verändert. Erschien Melusine früh noch als Dämonin, wurde sie in den höfischen Romanen des Mittelalters als Ahnfrau mancher Familien immer mehr verchristlicht. Seit der Neuzeit verschwanden die Elemente der Familiengeschichte, es wurde mehr Wert auf die tragische Liebesbeziehung gelegt. Bis ins 20. Jahrhundert gehörte Melusine zu den außerordentlich populären Geschichten der europäischen Kulturen. Adaptionen existieren in vielen europäischen Sprachen. Seit dem 20. Jahrhundert hat sie allerdings an Präsenz verloren.

## Ursprung des Melusinenmythos

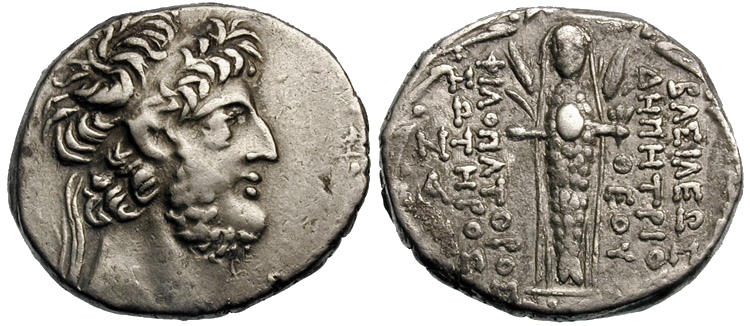
Antike Münze der mit Derketo gleichgesetzten Atargatis (r.)

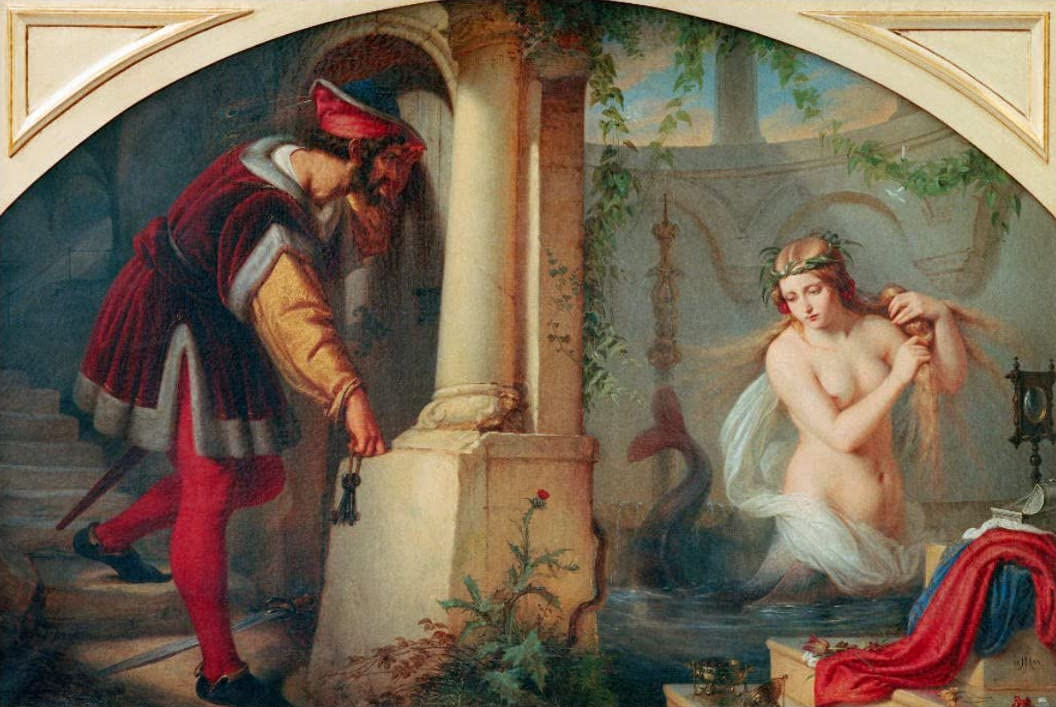
Melusine in der Darstellung von Julius Hübner (19. Jh.)

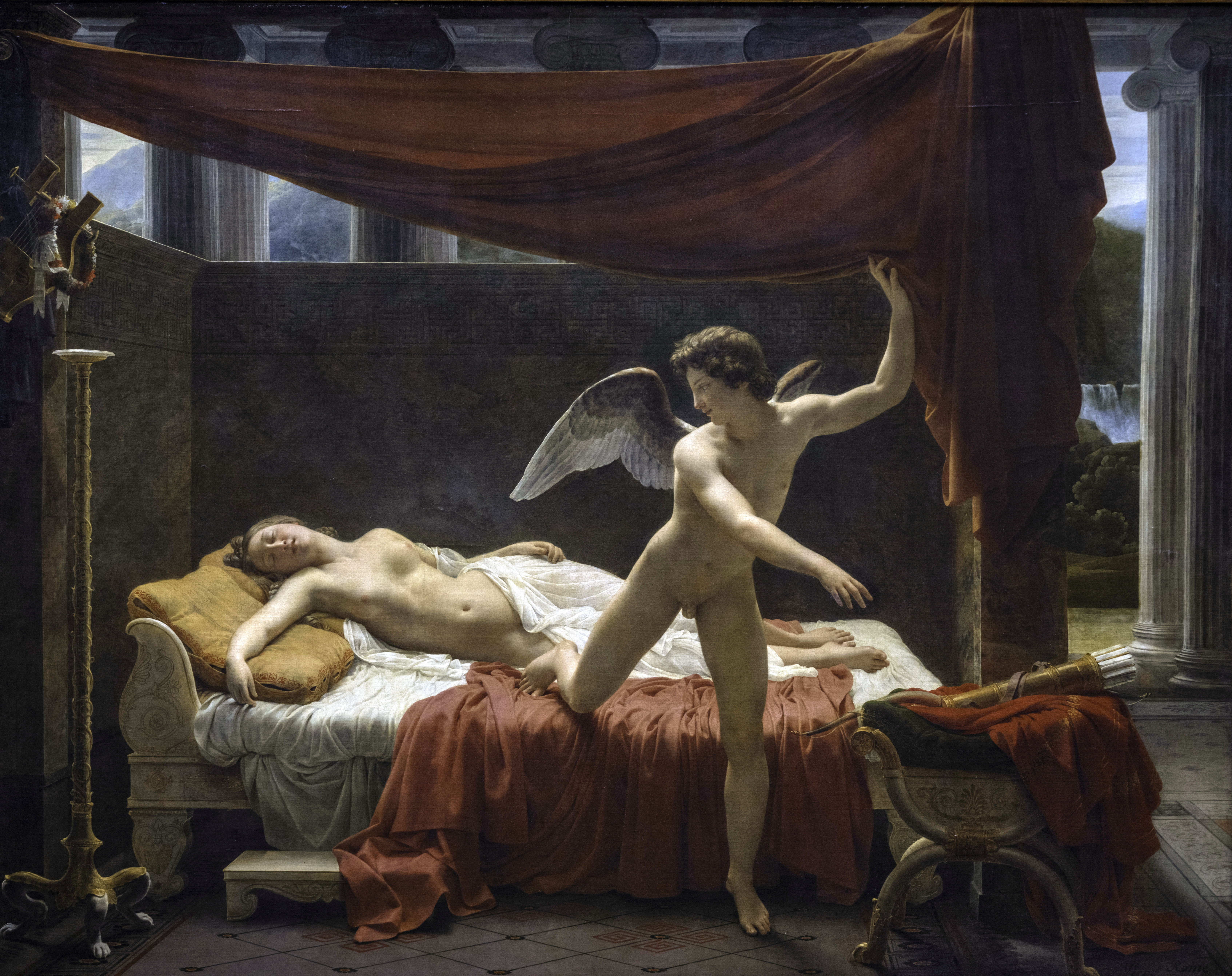
Amor und Psyche
François-Édouard Picot (1819)

Die Geschichten der Melusine gehören zu den populären alten europäischen Mythen. Ihre Quellen reichen auf das 12. Jahrhundert zurück, während ihre tatsächlichen Ursprünge weitgehend im Dunkeln liegen. Das liegt daran, dass einerseits Geschichten früher nur mündlich tradiert wurden und andererseits eine genauere Verortung dadurch erschwert wird, dass das Erzählmotiv in den europäischen Kulturen bis heute weit verbreitet ist: Ein Mensch verbindet sich mit einem überirdischen Wesen. Man spricht hier von der sogenannten „Mahrtenehe“.
Die Sagenwelt der griechischen Antike kennt ähnliche Geschichten von Verbindungen eines übermenschlichen Wesens mit einem Menschen, etwa die von Zeus und Semele, in der Semele nach einem Hinweis durch die eifersüchtige Hera, Zeus’ Gattin, den Geliebten, der sich in der Gestalt eines Sterblichen verbirgt, unablässig bittet, sich ihr in vollem Glanz zu zeigen. Schließlich gibt Zeus nach, sein Glanz aber verbrennt Semele. Eine andere Geschichte dieser Art ist die von Amor und Psyche: Weil die sterbliche Psyche um ihre Schönheit mehr bewundert wird als Venus, soll deren Sohn Amor sie mit einem hässlichen Wesen vermählen. Dieser aber verliebt sich in sie und lässt sie an einen sicheren Ort bringen, an dem er sie besuchen kommt, jedoch nur nachts, um sich ihr zu verbergen. Als Psyches Schwestern sie besuchen dürfen, werden sie neidisch und reden ihr ein, sie habe eine Schlange geheiratet. Darauf bricht Psyche das Tabu, indem sie, als Amor wiederkommt, eine Öllampe entzündet. Venus erfährt vom Betrug, ist erbost und lässt Psyche verschiedene Aufgaben erfüllen. Schließlich erlöst Zeus sie.
Andere Geschichten, die das Motiv der Mahrtenehe bedienen, sind die des Friedrich von Schwaben, Peter von Staufenberg, Lohengrin (Schwanenritter) und der Undine.
Aufgrund ihrer Verwandlung in ein Schlangen-, Fisch- oder Drachenwesen sind auch mögliche Verbindungen zu anderen Sagenkreisen erkennbar. Schlangenfrauen sind aus vorderasiatischen Mythen bekannt. Auch findet sich das Grundmotiv der Melusineerzählung in japanischen Mythen als Geschichte um die Prinzessin Toyotama wieder, die sich von ihrem irdischen Mann trennt, nachdem er sie in ihrer Gebärhütte in Drachenform erblickt hat. Die älteste bekannte Fassung findet sich im Kojiki (712). Eine mögliche Beziehung besteht außerdem zur Göttin Derketo, einer Hauptgöttin von Askalon, deren Geschichte von Zypern oder aus Jerusalem importiert worden sein könnte. Herodot erzählt in seinen Historien (I, 105) davon, dass ihr Fische heilig gewesen sein sollen und die Bewohner Askalons diese darum nicht aßen, eine totemistische Vorstellung, welche auf die Motive Meerwesen und Tabu zu weisen scheint. Für eine solche Verortung würde auch die Tatsache sprechen, dass in dieser Zeit viele arabische Texte ins Latein übersetzt wurden, wodurch noch heute Europäer und Araber über ein ähnliches Erzählgut im Bereich der Märchen, Sagen und Mythen verfügen.
Aufgrund dieser Erscheinung sind Beziehungen auch zu anderen Erzählungen, die von der Melusine ähnelnden Figuren handeln, vorstellbar, insbesondere der Undine, aber auch anderen Wasserwesen wie Nixen, Meerjungfrauen und Sirenen.
Beziehungen der Sage lassen sich auch zu den Lais des 12. und 13. Jahrhunderts erkennen, die aus dem keltischen Erzählgut stammen, außerdem zur biblischen Erzählung über die Susanna im Bade, in der sich wie bei Melusine die Verbindung der Motive des Bades und des Verdachts des Betrugs an zentraler Stelle wiederfinden.
Es lässt sich nicht nachweisen, welche Erzählungen aus welchen Kulturkreisen zur Geschichte der Melusine und deren Veränderungen direkt oder indirekt beigetragen haben. Dass es Beziehungen und Ähnlichkeiten gibt, belegt noch nicht, dass es sich dabei tatsächlich um Ursprünge handelt.

## Frühe Überlieferungen

### Walter Map
Eine sehr frühe Überlieferung stammt von Walter Map (* um 1140; † zwischen 1208 und 1210) aus dem 12. Jahrhundert. In seinem Buch De nugis curialium findet sich neben keltischen Sagen die Geschichte Henno cum dentibus (Henno mit dem Zahn).
Henno trifft darin im Wald auf eine schöne Frau, die er heiratet. Hennos Mutter spioniert ihr allerdings nach und sieht, wie sie sich im Bad bald in einen Drachen verwandelt, worauf sie beide, Sohn und Frau, in das Bett setzt und von einem Priester den Dämon mit Weihwasser vertreiben lässt.
Dass diese Sage sich neben keltischen findet, ist in diesem Fall nicht unbedingt ungewöhnlich. Walter Map stammte zwar aus Wales, hatte aber auch in Paris Theologie studiert, wodurch er möglicherweise von dieser Sage gehört hatte.

### Gervasius von Tilbury
Die literarische Fassung des Melusinenstoffes, die denen der späteren mittelalterlichen Romane aber deutlich näher steht, findet sich in Gervasius von Tilburys Otia imperialia, einer Art mittelalterlicher Beschreibung und Erklärung der Welt. Der Text entstand 1211/14, er ist Kaiser Otto IV. gewidmet.
Darin wird beschrieben, dass Raymund als Herr von Castrum Russetum in der Nähe von Aix-en-Provence am Fluss Lar auf eine sehr schöne Frau auf einem reich geschmückten Pferd trifft, die er grüßt und die den Gruß erwidert und ihn beim Namen nennt. Darauf versucht er sie mit seinen Worten zu erobern, sie aber verweigert sich ihm, da sie außerhalb der Ehe niemandem angehören will. Sollte er sie heiraten, verspricht sie ihm das höchste irdische Glück, jedenfalls solange er sie nicht nackt erblickt. Sobald er diese Bedingung jedoch nicht einhält, würde er alles Glück wieder verlieren. Er willigt ein, sie heiraten und tatsächlich mehrt sich das Glück des Ritters, er wird berühmt für seinen Ruhm und seine Tapferkeit. Er ist freigiebig, gebildet und seine Töchter und Söhne sind von höchster Schönheit. Erst einige Jahre später, als er von der Jagd heimkommt und seine Frau noch badet, überkommt ihn, während gerade das Essen zubereitet wird, der Wunsch, sie nackt zu sehen. Trotz ihrer Bitten zieht er das Leinentuch vor der Wanne fort und sieht sie nackt, bevor sie sich in eine Schlange verwandelt, im Wasser des Beckens untertaucht und für immer verschwindet. Nur um ihre Kinder von Zeit zu Zeit zu sehen, erscheint sie. Die Wärterinnen hören sie aber nur, ohne sie erkennen zu können. Der Ritter aber verliert viel von seinem Glück und Ansehen.
Es gibt verschiedene Deutungen dieser Version der Geschichte. Einerseits wird das mythische Wesen in dieser frommen christlichen Auffassung, wie sie bei Gervasius und anderen Gelehrten seiner Zeit sehr aktuell war, dämonisiert. Die Bekehrung ist darum wichtiger Teil der Geschichte. Andererseits erzählt sie auch von den mythischen, übermenschlichen Ursprüngen der Adelsgeschlechter, da schon in den klerikalen Texten dieser Zeit betont wird, dass diese Wesen bis in die Erzählzeit weiterlebten. Man findet nicht wenige dieser Familien, die sich auf diesen Mythos berufen. In einer Chronik der Freiherren von Zimmern aus dem 16. Jahrhundert ist davon zu lesen oder in der Sage des Ritter von Staufenberg. Auch die Zimmersche Chronik berichtet im Übrigen davon: „Dergleichen ist vor . . . . jaren herr Pettern dem Ringen von Staufenberg, rittern, mit ainer solchen faiin auch begegnet“. Diese Strategien dienten aber auch der Stigmatisierung. Das versuchte beispielsweise Giraldus von Cambrai mit der englischen Königsfamilie der Plantagenet. Die Geschichte ist aber auch eine Allegorie auf das „ritterliche“ Verhalten. Moralische Bedingungen sollen hier unbedingt dem Glück, zu dem ganz klar Ruhm und Tapferkeit gehören, vorausgehen. Eine Verletzung der Prinzipien, die ihre Gültigkeit nie verlieren, führt zum Schlimmsten: Die Liebe verwandelt sich in eine Schlange und auch alles andere Glück verschwindet damit.

## Die Lusignan
Tatsächlich wird die Geschichte aber bereits im 13./14. Jahrhundert mit dem Geschlecht der Herren von Lusignan in Verbindung gebracht. Diese lebten in der Nähe von Poitiers und führten angeblich ein Wappen mit einem Schlangenweib. Gleichzeitig waren sie seit 1192 einige Jahrhunderte lang die Herren über die Insel Zypern, nachdem Guy de Lusignan sie von Richard Löwenherz abgekauft hatte. Mitunter wird darum vermutet, dass der Mythos oder Elemente davon durch die Beziehungen der Lusignan mit Zypern nach Südfrankreich gelangte.
Die Lusignans betrieben eine Mythisierung ihres Geschlechts, Melusine sollte dieses verherrlichen, was nicht ungewöhnlich ist. Ungewöhnlich ist allein, dass sie, anders als andere Geschlechter, dazu ein eher heidnisch-dämonisches Wesen nutzten.
Volksetymologisch wurde erklärt, dass Melusine aus Mere und  Lusignan entstanden ist. Gleichzeitig wurde Historisches und Fiktives vereinigt, also historisiert. So die Geschichte des Grafen Geoffroy I. de Lusignan, der 1232 das Kloster Maillezais niederbrannte, bevor er dann eine Bußfahrt nach Rom unternahm.
Die Quellen, die Sage mit dem Geschlecht Lusignan zu verbinden, reichen zurück in das 14. Jahrhundert zu dem Buch Reductorium morale von Petrus Berchorius. Darin ist die Sage überliefert, dass sich die Meerfee Melusine jedes Mal zeigen würde, sobald ein neuer Herr in die Burg Lusignan einzieht. Berichte über solche angeblichen Erscheinungen sind beispielsweise vom Herzog Jean de Berry belegt.
Als Ahnfrau dieses Geschlechts musste das offensichtliche Stigma des Dämonischen außerdem behoben werden, weshalb dann auch eine christliche Umwertung der Melusine stattfand zur „Mutter und Urbarmacherin“.

## Die Melusinenromane des Mittelalters

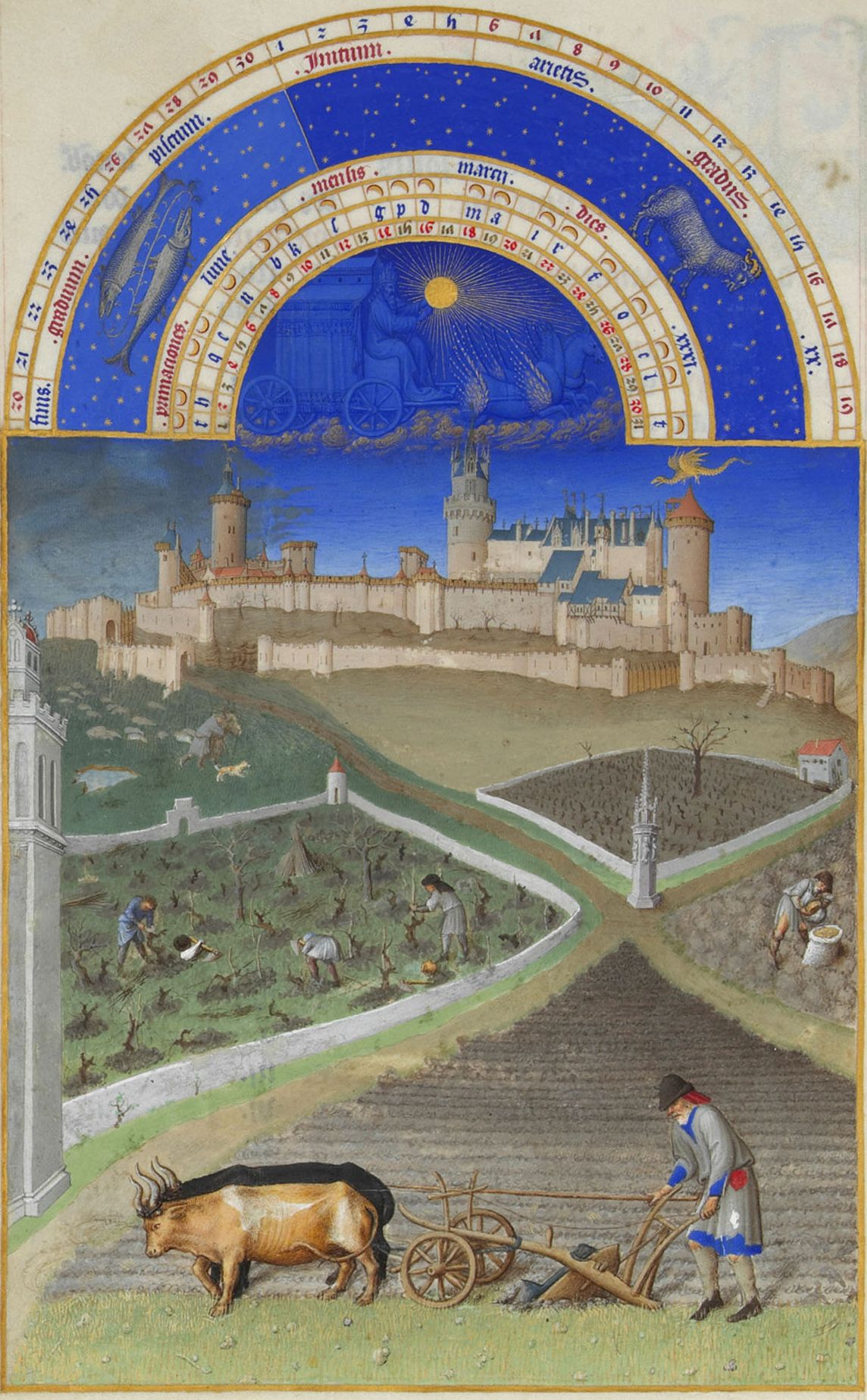
Das Schloss, das Melusine erbaut haben soll, als Monatsbild „März“ des Très Riches Heures der Brüder von Limburg für den Herzog von Berry (1413/16)

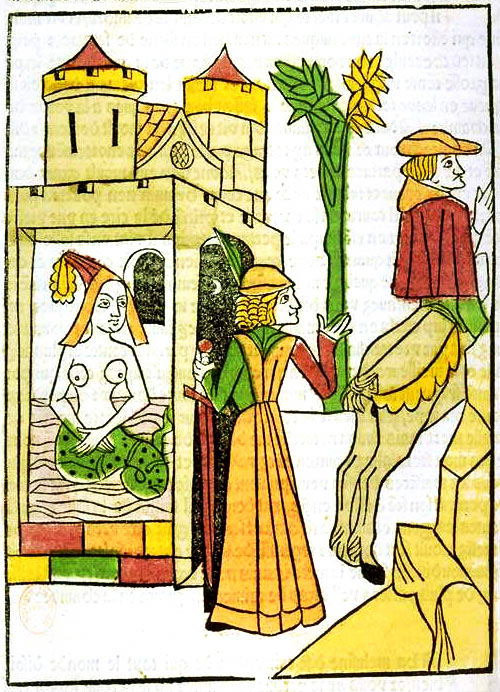
Der Bruch des Tabus: Raymond überrascht seine Frau Melusine im Bad und entdeckt ihren Schlangenleib. Illustration aus Le livre de Mélusine, Jean d’Arras, 1478.

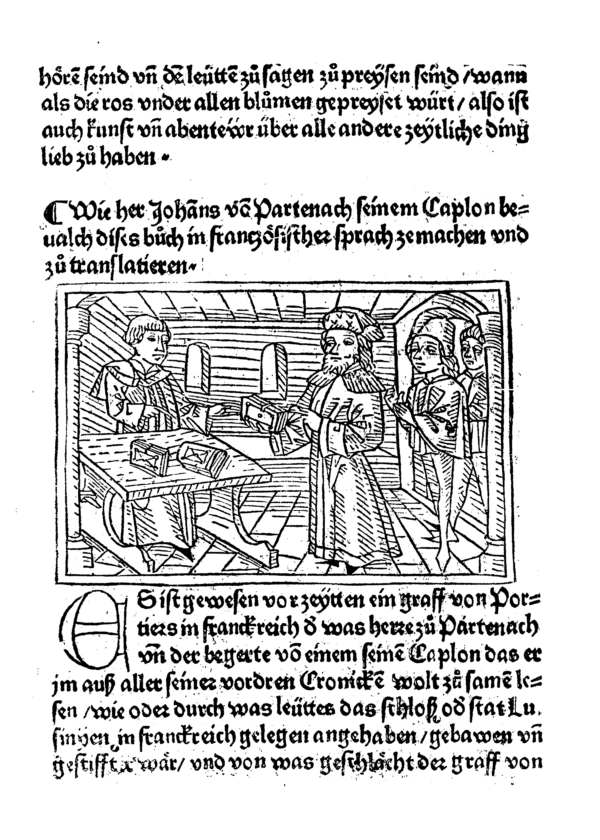
Seite aus der deutschen Fassung der Melusinen-Historie (Augsburg: Johann Bämler, 1474). Die Druckausgabe erzählt noch einmal, wie die handschriftliche Vorlage als Auftragswerk entstand.

Erst im Spätmittelalter wird der Melusinenmythos stark verchristlicht. Ein heidnischer Dämon als Ahnfrau einer Familie passte nicht mehr in das gesellschaftliche Bild. Dieses musste auch literarisch korrigiert und manifestiert werden. Melusine erscheint von da an als eine christliche, gottestreue Fürstin, die in diesem Rahmen stark positiviert wird. Sie errichtet Schlösser, vermehrt Besitz und Reichtum, bekämpft Heiden und ruft zu den christlichen Tugenden auf. Durch diese starke Apostrophierung wird deutlich, dass es dabei gerade darum geht, einen möglichen heidnischen Verdacht ganz zu demontieren. Sie soll als diejenige erscheinen, die den Willen Gottes ausführt. Das haben die Texte der drei Autoren gemein, welche die großen Melusinenromane dieser Zeit verfassten und zugleich die ersten überlieferten Romane zu diesem Stoff. Gemein haben sie aber auch, dass sie alle eigene Erzählstrategien verfolgen, sie bieten also nicht einfach Varianten der gleichen Geschichte.

### Jean d’Arras
Jean d’Arras schrieb die erste Geschichte Melusines in der Form des Romans, den er in Prosaform verfasst. Er erhielt den Auftrag hierzu vom Herzog von Berry, dem Bruder des Königs von Frankreich, Karl V. Dieser Herzog ist durchaus bekannt für solcherart Aufträge, so gehen auf ihn beispielsweise die Très Riches Heures zurück. Auf einem der Monatsbilder darin ist auch das Schloss zu sehen, das Melusine der Sage nach erbaut haben soll. Als Drache schwebt sie dazu über dem Dach des Turms. (Siehe Abb.)
Marie (* 12. September 1344; † 1404; siehe auch Johann II. (Frankreich) – Kinder), Schwester des Herzogs von Berry und verheiratet mit Robert I., Herzog von Bar, hatte ihren Bruder – angeblich um die Erforschung der „Wahrheit“ bemüht – um die Geschichte gebeten, wie d’Arras erwähnt. Sowohl ihr Großvater Johann von Luxemburg, wie ihr Mann Robert I., ein Herzog von Bar, beriefen sich auf die Abstammung von Melusine. Der Auftraggeber, Jean de Berry selbst, war Graf von Poitou, dem Gebiet, von dem der Aufstieg des Hauses Lusignan ausging. Er hatte Lusignan während des Hundertjährigen Krieges, als die Engländer das Schloss besetzt hatten, belagert. Es heißt, als er es eroberte, soll ihm, wie die Legende vorgab, Melusine begegnet sein.
D’Arras erzählt, wie Elynas, der König von Albany (Schottland), bei der Jagd auf Presine trifft, die Mutter der Melusine. Er überzeugt sie, ihn zu heiraten, doch sie nimmt ihm das Versprechen ab, niemals ihr Zimmer zu betreten, während sie ihre Kinder gebiert oder badet. Sie schenkt ihm Drillinge. Als er das Tabu bricht, verlässt sie ihn und geht mit ihren Töchtern Melusine, Melior und Palestine nach Avalon. Fünfzehn Jahre später nehmen die Töchter Rache – sie begraben Elynas lebendig in einem Berg. Zur Strafe werden die Schwestern durch ihre Mutter verflucht, Melior wird ein Sperber auf Zypern, Palestine ein Drache, um auf dem Pic du Canigou (in den Pyrenäen) den Schatz des Vaters zu hüten. Melusine dagegen muss sich jeden Sonnabend von der Taille abwärts in eine Schlange verwandeln, bis sie einen Mann findet, der sie heiratet und verspricht, sie an diesem Tag nicht zu sehen. Raymond von Poitou begegnet ihr schließlich in einem Wald in Frankreich, und die Geschichte wiederholt sich: Melusine heiratet Raymond unter der Bedingung, dass er niemals an einem Samstag ihr Badezimmer betritt. Melusine errichtet darauf die Burg Lusignan, Raymond erhält Mut und Ansehen und sie bekommen zehn Söhne, die sich ritterlichen Ruhm und Ehre erwerben, zum Teil werden sie zu Königen. Alle haben sie aber Male ihrer Abstammung. Thüring beschreibt, sie seien ungestalt unter dem Angesicht / und sonst von Leib gantz vollkommen. Als Raymond das Tabu bricht, weil sein eifersüchtiger Bruder ihm einredet, sie würde ihn in dieser Zeit betrügen, findet er sie als ein Wesen halb Mensch, halb Schlange. Zunächst verzeiht sie ihm, seinen Bruder jagt Raymond davon, doch als er sie vor seinem Hofstaat eine „Schlange“ nennt, ist sie verflucht, sie verwandelt sich in einen Drachen und fliegt fort.
Der Text stellt eine Verbindung dar zwischen der klassischen Heldensage des Mittelalters und dem höfischen Roman. Die Mutter der Melusine, nach d’Arras eine Schwester der Fee Morgan, entstammt daher der Feenwelt des Berges Avalon (dieser befindet sich nach der Geschichte in Frankreich, ist aber identisch mit der mythischen Insel), einer der beliebtesten Erzählwelten dieser Zeit. Es wird so die Verbindung hergestellt zwischen den Geschlechtern, die sich auf die Melusine berufen, und der Sagenwelt des König Arthus. Wichtiger Teil der Handlung und populäres Thema der französischen Heldenepik sind außerdem die Heidenkämpfe der Söhne der Melusine. D’Arras bringt also verschiedenste literarische Motive zusammen: die heldenhaften Abenteuer der Ritter, die Politik der Dynastien und deren höfisches Leben wie auch die bekannten Zauberwelten.

### Coudrette
Coudrette, auch Couldrette, der die Sage, für die allein er heute noch bekannt ist, um 1400 in der Form des französischen Versromans schrieb, ist deutlich historischer als d’Arras, der seinen Prosaroman nur etwas früher verfasste. Einerseits stammte Coudrette selbst aus dem Poitou und war sicherlich darauf aus, die Genealogie der Familie wiederzugeben, die ihn unterstützte, und andererseits gibt er auch an, sich auf verschiedene Quellen zu stützen. Das sind eine ältere Reimfassung der Sage, zwei lateinische Bücher in französischer Übersetzung und ein Buch eines Grafen von Salisbury (es ist nicht auszuschließen, dass es sich bei diesem auch um Gervasius von Tilbury handelte).
Auch Coudrette schrieb das Buch im Auftrag, nämlich der Familie Parthenay, die sich wie viele andere auf Melusine berief. Guillaume VII. Larchevêque, der Coudrette dazu beauftragte, starb vorzeitig im Jahr 1401, sein Sohn Jean II., Seigneur de Mathefelon († 1427) wollte aber, dass die Arbeit beendet würde. Das muss wahrscheinlich vor 1405 geschehen sein, da in diesem Jahr die Herrschaft Parthenay an den Herzog von Berry verkauft wurde, was in dem Text Coudrettes nicht mehr erwähnt ist.
Was in dieser Ausgabe der Melusine immer wieder betont wird, ist die rechtmäßige Herrschaft der Familie. Ebenso aber werden nun entsprechend der adligen Kriegergesellschaft auch die fantastischen Elemente, stärker als noch bei d’Arras, zurückgedrängt zugunsten der geschilderten Taten der Söhne, die keine heidnische Zauberei benötigen für den ritterlichen Erwerb von Frau und Land.
Hierdurch erhält das Buch die Form eines höfischen Herrendienstes: Die spätmittelalterliche Adelswelt von Frankreich und Burgund feiert sich selbst und erkennt sich in den Geschichten wieder. Obgleich auch hier die heidnischen Ursprünge christliche Korrekturen erfahren, ist durchaus fraglich, ob diese Sage der Melusine insbesondere für die Auftraggeber tatsächlich noch authentisch gewesen ist, also nicht nur als reine Fiktion gelesen wurde. Das rückt letztlich auch die scheinbar beabsichtigte Historizität in ein anderes Licht.

### Thüring von Ringoltingen
Eine deutsche Fassung musste sich in diesem Kontext von der Vorlage deutlich abheben. Sie stammt vom Berner Patrizier Thüring von Ringoltingen (1415–1483). Dieser stammte selbst aus adeligen Kreisen, seine Familie war in den Stadtadel Berns aufgestiegen. Sein Text stellt eine Übersetzung der Versfassung von Coudrette in Prosaform dar, gleichzeitig handelt es sich um eine inhaltlich sehr stark bearbeitete Fassung, für die Thüring zwischen Sinn und Substanz unterscheidet: und ob ich den synn der materyen nit gantz nach dem welschen buoch gesetzt hab. So hab ich doch die substantz der materyen so best ich kond begriffen. Er widmet den Text zuo eren und zuo dienste des Markgrafen Rudolf von Hochberg, Graf von Neuchâtel (womöglich wurde Thüring die Fassung von Couldrette auch von diesem Rudolf von Hochberg vermittelt). Dieser hatte enge Verbindungen zum Hof Herzog Philipps des Guten von Burgund. Burgund war damals das Zentrum der ritterlich höfischen Kultur überhaupt. So dokumentiert die Widmung einerseits die politischen Allianzen und Beziehungen der hohen Berner Gesellschaft mit den angesehenen Höfen Europas und deren exklusivem Leben. Andererseits deren Zugehörigkeitsbedürfnis: Bern war kein Ort europäischen Hochadels, aber Thüring hält die höfischen Normen in viel stärkerer Weise fest als Coudrette: Etikette, Dialoge als Muster der vornehmen Rede, Normen wie Herkunft, Ehre, Erziehung. Bei Thüring wird so Melusine zum Ursprung einer ganzen, bis in seine Gegenwart fortdauernden Adelswelt, die nun den niedrigen Adel, ihn selbst also, mit einschließt.
Ein wichtiges Leitmotiv der Geschichten, insbesondere bei Thüring, ist die Schuld. Reymund, der Protagonist des Romans, macht sich schon zu Beginn des Totschlags an seinem Ziehvater schuldig, auch wenn es sich dabei nur um einen Jagdunfall handelte. Alles folgende Geschehen muss sich (für ihn!) als logisches Erklärungsmuster daraus ergeben. Nur darum verbindet sich der Dämon mit ihm, zeugt einen Sohn wie Geffroy, der ein Kloster mitsamt Mönchen und Abt niederbrennt. Nur darum kommt es zur Tragödie. Eine Form individueller Verantwortung erscheint erst denkbar durch einen Erklärungskonflikt in der Geschichte zwischen göttlicher Lenkung und fantastisch-mythologischen Ursachen. Obwohl Thüring die Taten der nun frommen Christin und eher weisen Beraterin (denn Fee) Melusine enorm einschränkt, wird auch die personifizierte Glücksgöttin Fortuna genannt, die erklärt, dass das Unglück dem Glück folgen muss.

## Geschichten der Melusine in der Neuzeit

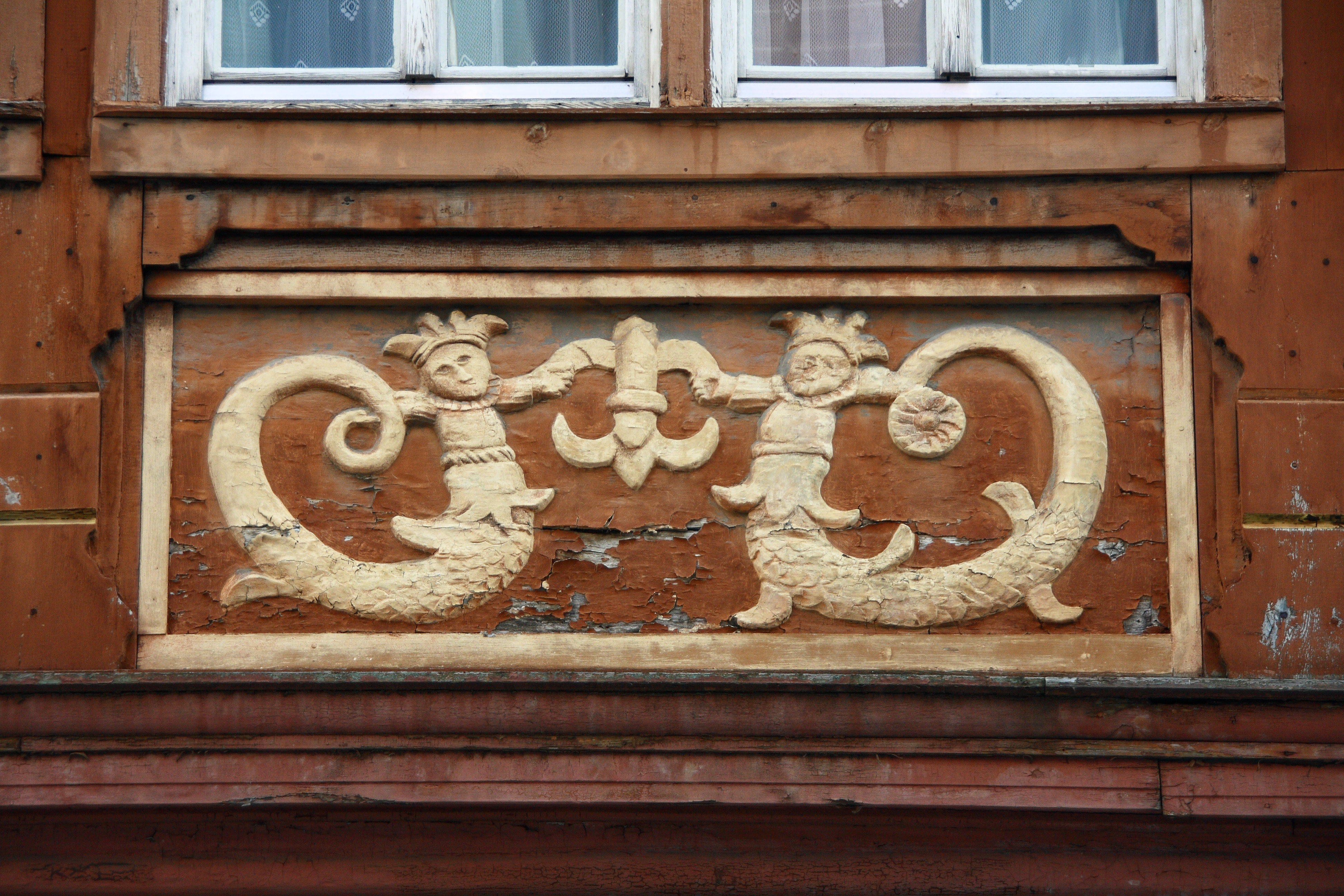
Melusinendarstellung am Lieblerhaus in Tauberbischofsheim von 1628

In der Neuzeit finden sich zahlreiche Adaptionen des Melusinenstoffes, und das nicht bloß auf Deutsch oder auf Französisch. Es existieren Versionen der Geschichte im Russischen, Englischen (nach Couldrette und d’Arras), Spanischen (nach dem französischen Volksbuch) sowie im Niederländischen und Flämischen (beide nach dem deutschen Volksbuch). Ebenso wahrscheinlich einer deutschsprachigen Vorlage nachempfunden wurde die auf Westjiddisch verfasste Historie fun der schene Melusina, die mit zwei Druckfragmenten des 18. Jahrhunderts aus der Geniza von Alsenz und der Geniza von Memmelsdorf in Unterfranken belegt ist. Auch im Isländischen gibt es eine junge Handschrift von 1824, Rémundar saga og Melusine.
In Deutschland war das deutsche Volksbuch (bei Simrock Bd. 6) die Vorlage für einige Texte. So für Dramen von Hans Sachs (Die Melusina, 1556) und Jakob Ayrer (1598). Jean Nodot macht aus dem französischen Stoff (1698) einen galanten barocken Roman, indem er die ursprünglich nur lose verbundenen Bestandteile des Märchens und Ritterabenteuers aufteilte. Eine weitere Bearbeitung findet sich von Just Friedrich Wilhelm Zachariae (1772), in dessen trivialer Verserzählung ein Streit um Melusines Lieblingskätzchen zur Trennung von Raimund führt. Weitere stammen von Ludwig Tieck (1800, 1807), der aus dem Volksbuch eine Art Chantefable gestaltete, sowie von Gustav Schwab. Fragmente existieren außerdem von Achim von Arnim, Carl Zuckmayer (Versspiel, 1920) und Casimir Delavigne.
Auch Goethe schrieb von Melusine. Bei ihm hat das aber nur noch wenig mit dem Melusinenstoff des Mittelalters zu tun. 1807 erschien das Märchen Die neue Melusine als Teil von Wilhelm Meisters Wanderjahren.
Der stärkste Hinweis auf diesen Stoff ist womöglich der Titel der kleinen Geschichte. Ein Schlangenweib kommt nicht vor, dafür eine Frau, die sich von Zeit zu Zeit in einen Zwerg verwandelt und währenddessen in einem Kästchen lebt. Sie besteht darauf, dass das Kästchen von dem Mann, der sie liebt, nicht geöffnet wird. Nachdem dieser sie aber eines Tages durch einen Spalt im Kästchen erkannt hat, verzeiht sie ihm, besteht allerdings darauf, dass er vor niemandem davon spricht. Nachdem er sie betrunken und eifersüchtig in einer Gesellschaft Zwerg genannt hat, verzeiht sie ihm letztlich jedoch erneut, als er sich entscheidet, mit in ihre Zwergenwelt zu kommen. Nachdem er sie aber dort hat heiraten müssen, läuft er fort.
Einen weiteren Hinweis liefert die Melusine selbst am Ende der Geschichte, als sie sich ihrem Geliebten offenbart. Von Zeit zu Zeit braucht ihre gering an Zahl gewordene Art frisches Blut und sendet zu diesem Behuf eine Prinzessin aus – und tatsächlich ist die Melusine am Ende der Geschichte hochschwanger. Doch sie kann sich nur einem Ritter hingeben, wie sie erzählt, und sie hat den Erzähler der Geschichte als solchen erwählt. Dies allerdings steht im Gegensatz sowohl zur Handlungsweise des Erzählers, der eher ein Spieler und Tunichtgut ist, als auch zu seiner Selbsteinschätzung, da er sich selbst als jemanden beschreibt, der sein Leben lang nichts Rechtes getan habe.
Das Tabu des Mittelalters hat bei Goethe keine Kraft mehr. Darüber hinaus ist die Bedingung der Ehe, die ganz am Anfang stand, erst am Ende der Grund für seine Flucht, denn nun kann diese nur in der Zwergenwelt stattfinden. Dadurch scheint die kleine Geschichte den historischen Stoff zu parodieren, steht aber auch für den freien Willen, der sich durch keine Tabus, keine Schranken binden lässt. Bezeichnend ist außerdem, dass schon hier die Geschichte allein auf die persönliche Beziehung beschränkt wird. Darüber hinaus ist interessant, dass Goethe die Beziehung zu der Geschichte von Amor und Psyche ohne Hinweise aus der historischen Fassung der Melusine herstellt. Das geschieht einerseits durch das Kästchen, das der Ich-Erzähler hüten, aber keinesfalls öffnen soll. Dies erinnert an die letzte Aufgabe, die Psyche durch Venus gestellt wird, nachdem Venus erkannt hat, dass Psyche von Amor, ihrem Sohn, ein Kind (Voluptas) erwartet. Bei Psyche befindet sich in dem Kästchen eine Schönheitssalbe (für Proserpina), die sie dann selbst in einen todesähnlichen Schlaf wirft. Andererseits konnte Psyche frühere Aufgaben unter anderem mit der Hilfe von Ameisen lösen. Auch der Erzähler in der Geschichte Goethes trifft als Zwerg auf Ameisen.

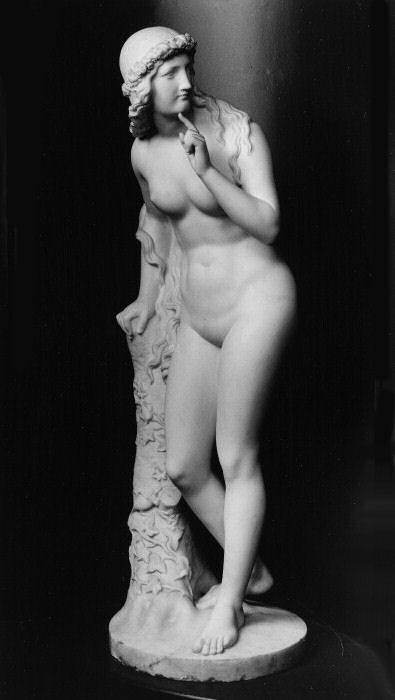
Die Melusine von Ludwig Schwanthaler von 1845

Zum Kernmotiv des Undine-Themas wurde Melusine in zwei Fällen: Friedrich Baron de la Motte Fouqués Undine (1811) und Jean Giraudoux’ Ondine (1939). Dabei ist der Unterschied zur Melusine, dass der Mann um die Übernatürlichkeit weiß und der Treuebruch, nicht die Entdeckung des Geheimnisses, zur Trennung, sowie zum Tod führt.
1833 schrieb Conradin Kreutzer die Musik zu Melusina – Romantische Oper in drei Akten, die Franz Grillparzer als Opernlibretto-Version von Goethes Märchen 1823 angelegt hatte. Im Unterschied zum Goethetext stürzt sich Raimund nach seiner Flucht aus dem Feenreich in einen Brunnen. Melusine wurde so dem Tannhäuser (Uraufführung 1845) angenähert, der sich schließlich in das Reich der Venus zurücksehnt. Auch Felix Mendelssohn Bartholdy nannte eine Ouvertüre Das Märchen von der schönen Melusine (Opus 32). Große Verbreitung fand in den 1870er Jahren Heinrich Hofmanns Kantate gleichen Titels für Soli, Chor und Orchester, op 30. Im 20. Jahrhundert verfasste der tschechische Komponist Jan Evangelista Zelinka die Oper Meluzína nach einem Libretto von František Kožík, die 1950 in Pilsen uraufgeführt wurde. Der Komponist Aribert Reimann verfasste 1970 seine Oper Melusine auf ein Libretto von Claus H. Henneberg, das auf dem gleichnamigen Schauspiel von Yvan Goll (1922) beruht.
Aus dem 19. Jahrhundert dann stammt Gustav Schwabs Die schöne Melusine und, als Variante des Stoffes, Eddystone, ein Roman von Wilhelm Jensen.
Seit der Romantik hat sich das Melusinenmotiv mehr und mehr zersetzt, so dass im 20. Jahrhundert sich nicht einmal mehr die Kernfabel, eher nur Verweise in der Kultur wiederfinden: 1895–1897 schrieb Theodor Fontane den Roman Der Stechlin, in dem er eine Figur Melusine nannte. Sein Hauptinteresse an dem Stoff galt dem gefühlsstarken Frauentypus.
Zwei Gedichte von Georg Trakl (1887–1914) tragen den Titel Melusine.
Jakob Wassermanns Erstlingswerk von 1896 war Melusine. Ein Liebesroman.

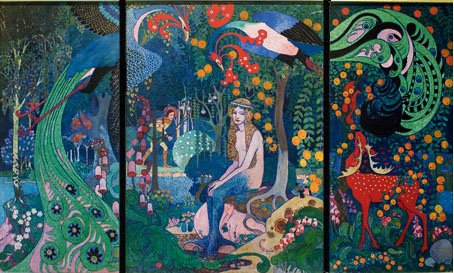
Heinrich Vogeler: Melusine, Triptychon, um 1910

Auch im surrealistischen Anti-Roman Nadja (1928) von André Breton wird das Motiv der Melusine aufgegriffen. Die Protagonistin Nadja identifiziert sich sowohl in ihrem Wesen als auch in ihrem äußeren Erscheinungsbild vollständig mit dem Bild der Melusine und poetisiert sich dadurch.
Richard Billinger verfasste 1941 das Drama Melusine, er modernisierte den Stoff zu einem Ehedrama. Dabei gestaltete Billinger das Tableau wie im Heimatfilm, indem er die Wechselhaftigkeit des Wetters auf menschliche Schicksale und Befindlichkeiten übertrug, mit Metaphern und Vergleichen, die seelisches Ringen und die Gefahren sinnlicher Verführung markieren.
Hans Steinhoff drehte 1943/1944 den Spielfilm Melusine für die Terra Film: Nach einem Unfall verlieben sich Nora und Stefan ineinander, aber danach verlieren sie sich aus den Augen. Später rettet Stefan der jungen Christine, Noras Tochter, unwissend das Leben und verlobt sich mit ihr. Als diese jedoch von der Liebe zwischen Stefan und ihrer Mutter erfährt, fährt sie unglücklich bei stürmischem Wetter auf den See hinaus. Doch das geahnte Unheil, das sich mit einer Bronzefigur namens „Melusine“ verbindet, trifft nicht ein. Stefan findet Christine wohlbehalten und bleibt bei ihr. Nora verzichtet jetzt auf Stefan und geht zu ihrem früheren Mann zurück. Der Film wurde nach seiner Fertigstellung von den Nazis verboten und daher nicht mehr aufgeführt.
In ihrem Roman Besessen aus dem Jahr 1990 griff die Autorin A. S. Byatt gleichfalls das Motiv der Melusine auf.
In dem Film Pappa ante portas von 1991 rezitiert Loriot in seiner Rolle als Lothar Frohwein folgendes Gedicht:
Melusine!

Kraweel, Kraweel!

Taubtrüber Ginst am Musenhain!

Trübtauber Hain am Musenginst!

Kraweel, Kraweel!
Der luxemburgische Jugend-Abenteuerfilm Schatzritter und das Geheimnis von Melusina aus dem Jahr 2012 nimmt ebenfalls das Motiv auf.
Walter Moers Roman Das Labyrinth der träumenden Bücher erwähnt an einer Stelle „Melusinen“. Sie seien eine Daseinsform aus der „Zamonischen Wasser-Mythologie“ und stehen in einer Aufzählung unter anderem neben „Froschprinzen, Schlickhexen, Nebelsirenen, Korallenkerlen“ und „Klabautergeistern“.
In neuester Zeit hat Alban Nikolai Herbst mit der Erzählung Charlotte von Lusignan eine postmoderne Variation vorgelegt, die Melusines Schlangenkörper akzentuiert und sie damit aus der Nähe zur Undine (Mythologie) löst.
Cécile McLorin Salvant hat im Jahr 2023 ihr Album Mélusine vorgestellt. Das Album enthält auch ein Stück Mélusine.

## Rezeption

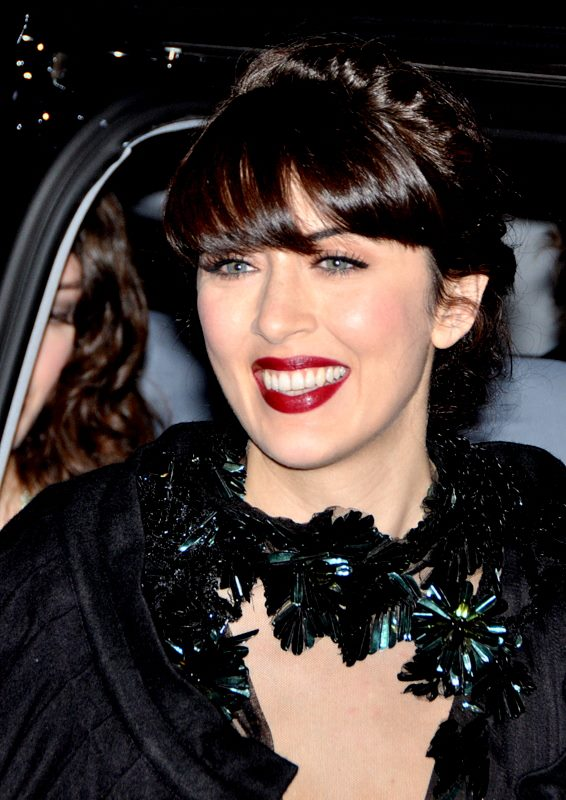
Nolwenn Leroy (2013)

Eufemia von Adlersfeld-Ballestrem publizierte 1878 einen Schauer- und Liebesroman Lady Melusine, der Elemente des Melusine-Narrativs aufgreift und ins zeitgenössische England versetzt. 1924 griff Hedwig Courths-Mahler den Stoff in ihrem Liebesroman Die schöne Melusine ein weiteres Mal auf.
Die schöne Melusine ist die Bezeichnung eines Gerichts aus überbackenem Blumenkohl, das Clemens Wilmenrod (1906–1967) zugeschrieben wird. Seit 1995 erscheint bei Depuis Publishing eine französische Comicreihe unter dem Titel Mélusine, in der auch kein Bezug zu der Sage der Melusine hergestellt ist. Sie ist reduziert auf die Figur einer Hexe. Ebenfalls reduziert, in diesem Fall auf eine Darstellung, findet sich eine Melusine ähnelnde Figur, eine Sirene mit doppeltem Fischschwanz, als Firmenlogo von Starbucks.
Die französische Sängerin und Songwriterin Nolwenn Leroy ließ sich von dieser Sagengestalt für ihren Song Mélusine inspirieren, der 2005 auf dem Album Histoires Naturelles veröffentlicht wurde.
Mélusine ist auch die Bezeichnung eines TGV-Messwagens der französischen Bahngesellschaft SNCF. Außerdem spielt die Sagengestalt im Spielfilm Die Schatzritter und das Geheimnis von Melusina (2012) eine zentrale Rolle.

## Deutungsgeschichte
Die Deutungsversuche zur Melusine reichen weit zurück. Schon Paracelsus (1493–1541) deutete sie als einen der Elementargeister im Kontext der Problematik des Seelenerwerbs.
Nach jüngeren Forschungen wird sie als abgewandelte Form von Echidna beziehungsweise Kekrops betrachtet (vgl. Hamadryas). Außerdem wird in ihr eine äußerliche Verwandtschaft zu Semele, der Göttin Lucina und Frau Venus gesehen.
Die Interpretationen der Gestalt werden dominiert durch psychoanalytische, politische und feministische Ansätze. So wurde sie als die im Mittelalter vom Mann unterdrückte Frau gesehen. Weitere Deutungen sehen eine Dämonisierung der Frau im Spätmittelalter. Es ist nicht unwahrscheinlich, dass auch die Autoren des Mittelalters bemerkten, dass die weibliche Position in der Geschichte unverhältnismäßig dominiert und sie nicht zuletzt darum den Heldentaten der Männer mehr erzählerischen Raum gaben.

### Ausgaben
- Jean d’Arras: Mélusine. Roman du XIVe siècle par Jean d’Arras, publié […] par Luis Stouff, Dijon und Paris 1932.
- Jean d’Arras: L'Histoire de la Belle Mélusine de Jean d’Arras. Reproduction en fac-similé de l'edition de Genève, imprimée par A. Steinschaber en 1478 […], éditée avec une préface par W.-J. Meyer, Bern 1923/24.
- Couldrette: Le Roman de Mélusine ou Histoire de Lusignan par Coudrette. éd. par Eleanor Roach, Paris 1982.
- Thüring von Ringoltingen: Melusine. Nach den Handschriften kritisch hrsg. von Karin Schneider. Berlin 1958 (Texte des späten Mittelalters; 9).
- Thüring von Ringoltingen: Melusine. [Nach Überlieferungen ab 1467] In: Jan-Dirk Müller (Hrsg.): Romane des 15. und 16. Jahrhunderts. Nach den Erstdrucken mit sämtlichen Holzschnitten. In: Bibliothek der frühen Neuzeit. Vierundzwanzig Bände. Mit Illustrationen. Herausgegeben von Wolfgang Harms, Conrad Wiedemann und Franz Josef Worstbrock. Erste Abteilung. Literatur im Zeitalter des Humanismus und der Reformation. Zwölf Bände. Herausgegeben von Wolfgang Harms und Franz-Josef Worstbrock. Band 1. Deutscher Klassiker Verlag: Frankfurt am Main 1990, ISBN 3-618-66310-2 (Leinenbezug), ISBN 3-618-66315-3 (Lederbezug).
- Thüring von Ringoltingen (Hrsg. Christine Hensel): Die Historie von der schönen Melusina. Mit 54 Illustrationen nach Holzschnitten der Ausgabe des Volksbuches von 1474. Insel Verlag, Leipzig 1979 (Insel-Bücherei 629/2).
- Thüring von Ringoltingen: Melusine. [In der Fassung des Buches der Liebe von 1587]. Herausgegeben von Hans-Gert Roloff. Philipp Reclam Jun, Stuttgart 2000, ISBN 3-15-001484-0.
- Thüring von Ringoltingen: Melusine. [1456] Nach dem Erstdruck Basel: Richel um 1473/74. Herausgegeben von André Schnyder in Verbindung mit Ursula Rautenberg. 2 Bd. (Edition, Übersetzung und Faksimile der Bildseiten; Kommentar und Aufsätze). Reichert, Wiesbaden 2006, ISBN 3-89500-508-8.
- Gerard Leeu: Meluzine : die erste niederländische Fassung (1491), herausgegeben von Rita Schlusemann, Stuttgart : S. Hirzel Verlag, 2022, ISBN 978-3-7776-2772-4

### Handschriften, Drucke
- GNM, Hs 4028 (Digitalisat)
- München, Staatsbibl., Cgm 252
- Kopenhagen, Kgl. Bibliothek 423

-->
- Melusine – Ein Deutsches Volksbuch – Geschichte von der edlen und schönen Melusine, welche ein Meerwunder und König Helmas’ Tochter war. Lesen und Freizeit Verlag, Ravensburg, ISBN 3-88884-216-6

### Sekundärliteratur
- Sekundärliteratur zum Melusinenstoff

### Belletristik
- Hannes Anderer: Unterwegs zu Melusine. Buch 1. Annweiler 2006
  - dsb.: Begegnung mit Melusine. Buch 2. ebd. 2007
- Jakob Wassermann: Melusine. Ein Liebesroman. Reihe (2009): Die große Wassermann-Bibliothek in 25 Bänden. Zuerst Querido Verlag, Amsterdam 1935; wieder Greifen, Rudolstadt 2009, ISBN 3-89793-211-3, 2. Aufl. ebd. 2009, ISBN 3-86939-291-6
- Franz Hellens: Mélusine. Roman. La Voile rouge-Emile-Paul frères, Paris & Brüssel 1920 (in Franz.)
  - dsb.: Mélusine ou La Robe de saphir. Roman d’aventures. Éditions Gallimard, Paris 1952 & Les Eperonniers, Brüssel 1987 (Aufl. ohne Untertitel; diese Hellens-Romane: Besprechung siehe Weblinks)